# مارتا بايزا
مارتا بايزا (بالبرتغالية: Marta Baeza‏) هي مبارزة بالسيف برازيلية، ولدت في 2 مارس 1992 في ريو دي جانيرو في البرازيل.

## روابط خارجية
- مارتا بايزا على موقع الاتحاد الدولي للمبارزة (الإنجليزية)
- مارتا بايزا على موقع الاتحاد الأوروبي للمبارزة (الإنجليزية)
- مارتا بايزا على موقع أوليمبيديا (الإنجليزية)
- مارتا بايزا على موقع اللجنة الأولمبية البرازيلية (البرتغالية)